# Janakkala
Janakkala est une municipalité de la région du Kanta-Häme, dans le sud de la Finlande.

## Histoire
Le secteur est habité pratiquement en continu depuis le retrait des glaciers. Les plus anciennes céramiques découvertes datent de 5 000 ans.
Lors des croisades suédoises du XIIIe siècle, l'actuelle Janakkala est densément peuplée par des tribus liées à l'aire culturelle du Häme. Le centre de gravité en est la forteresse d'Hakoinen, dont les vestiges ont été largement exploités par les archéologues. La colonisation suédoise voit quant à elle le temps des manoirs, construits en nombre entre le XVe siècle et le XVIIIe siècle. Il en reste aujourd'hui pas moins de 17, une des densités les plus élevées du pays.
L'administration communale est mise en place en 1866. La commune accueille ensuite de nombreux réfugiés venus de Carélie à la fin de la Guerre de Continuation. Aujourd'hui, ce sont les banlieusards chassés d'Helsinki par un coût du logement en hausse continue qui commencent à venir s'y installer, compensant largement depuis plus de 10 ans les départs liés à l'exode rural.

## Économie
L'économie a également connu une importante mutation, passant de l'ère du tout agricole à une multiplication des petites entreprises bénéficiant de la bonne situation de la commune, non loin des grandes villes du pays.
L'agriculture reste néanmoins très importante. 342 fermes exploitent 13 151 hectares de terres. Tervakoski entoure l'usine de papier du même nom, et l'agroalimentaire a une place de choix, avec les usines des groupes Nestlé (glaces) et Valio (produits laitiers).

## Géographie
La commune, sans réelle unité, regroupe plusieurs villages du sud du Häme, une des zones rurales les plus densément peuplées du pays. Les 4 principaux villages sont Turenki (le centre administratif, comptant plus de 7 000 habitants), Tervakoski (4 900), Leppäkoski (450) et Tarinmaa (400). Elle en compte 18 autres, tous inférieurs à 200 habitants.
Les municipalités voisines sont Hämeenlinna au nord, Renko à l'ouest, Loppi au sud-ouest, Riihimäki au sud, Hausjärvi au sud-est, Lammi à l'est et Tuulos au nord-est.

## Transports
La municipalite est traversée par la route nationale 3 ( ) (Helsinki-Tampere) et la Seututie 292 () (Janakkala-Lammi).

## Démographie
Depuis 1980, l'évolution démographique de Janakkala est la suivante, :
| Année      | 1980   | 1985   | 1990   | 1995   | 2000   | 2005   |
| ---------- | ------ | ------ | ------ | ------ | ------ | ------ |
| population | 15 160 | 14 843 | 15 301 | 15 462 | 15 419 | 15 871 |

| Année      | 2010   | 2015   | 2020   |
| ---------- | ------ | ------ | ------ |
| population | 16 892 | 16 853 | 16 395 |

## Économie

### Principales entreprises
En 2021, les principales entreprises de Janakkala par chiffre d'affaires sont :
| Société                     | C.A.   |
| --------------------------- | ------ |
| Tervakoski Oy               | 133 M€ |
| Kolmeks Oy                  | 13 M€  |
| Miseva Oy                   | 12 M€  |
| Janavalo Oy                 | 11 M€  |
| Tume-Agri Oy                | 10 M€  |
| K-Supermarket Turenki       | 10 M€  |
| Ekocoil Oy                  | 9 M€   |
| Ekopatter Oy                | 5 M€   |
| Rakennuspalvelu Teknorak Oy | 5 M€   |
| Suomen Putkilaser Oy        | 5 M€   |

### Employeurs
En 2021, les plus importants employeurs privés de Janakkala sont:
| Employeur                            | Employés |
| ------------------------------------ | -------- |
| Kolmeks Oy                           | 77       |
| Janavalo Oy                          | 70       |
| Tume-Agri Oy                         | 56       |
| Sospro Kanta-Häme Oy                 | 54       |
| Janakkalan Elsa ja Pauli Kodit Oy    | 54       |
| Avire Oy                             | 49       |
| Ekopatter Oy                         | 47       |
| Oxline Oy                            | 39       |
| E-Ympäristöpalvelut HämePirkanmaa Oy | 31       |
| Inweld Oy                            | 30       |

## Administration

### Conseil municipal
Les 33 conseillers municipaux sont répartis comme suit:
| Parti     | Parti                              | Sièges 2021–2025 |
| --------- | ---------------------------------- | ---------------- |
|           | Parti social-démocrate de Finlande | 9                |
|           | Parti de la Coalition nationale    | 6                |
|           | Vrais Finlandais                   | 6                |
|           | Ligue verte                        | 3                |
|           | Parti du centre                    | 6                |
|           | Chrétiens-démocrates               | 2                |
|           | Vasemmistoliitto                   | 1                |
| Sources : |                                    |                  |

## Lieux et monuments
- Colline fortifiée d'Unikko
- Colline fortifiée de Hakoinen
- Église de Janakkala
- Gare de Turenki

### Manoirs
Janakkala a de nombreux manoirs dont les suivants:
- Manoir d'Hakoinen (fi)
- Manoir d'Harviala
- Manoir d'Hyvikkälä
- Manoir d'Irjala
- Manoir de Kernaala
- Manoir de Konttila
- Manoir de Kuumola
- Manoir de Leppäkoski (fi)
- Manoir de Löyttymäki
- Manoir de Monikkala
- Manoir de Rehakka
- Manoir de Sauvala
- Manoir de Tervakoski
- Manoir de Toiva
- Manoir de Vanantaka (fi)
- Manoir de Virala (fi)

## Personnalités de Janakkala
- Pasi Järvinen,
- Tuomas Kyrö,
- Ida Aalberg,
- Mia Backman,
- Olavi Borg,
- Uno Cygnaeus,
- Voitto Eloranta,
- Pia Freund,
- Esko Helle,
- Ellen Jokikunnas,
- Ilpo Koskela,
- Minja Koskela,
- Johannes Koskinen,
- Veikko Lahti,
- Laiska Leppone,
- Maire Lindholm,
- Reko Lundán,
- Heikki Löyttyniemi,
- Pekka Löyttyniemi,
- Aino Malkamäki,
- Tauno Marttinen,
- Pasi Myllymäki,
- Timo Mäenpää,
- Onni Oja,
- Samuli Paronen,
- Kustaa Paturi,
- Olli Porthan,
- Ari-Pekka Sarjanto,
- Hugo Standertskjöld,
- Janne Virtanen

## Galerie

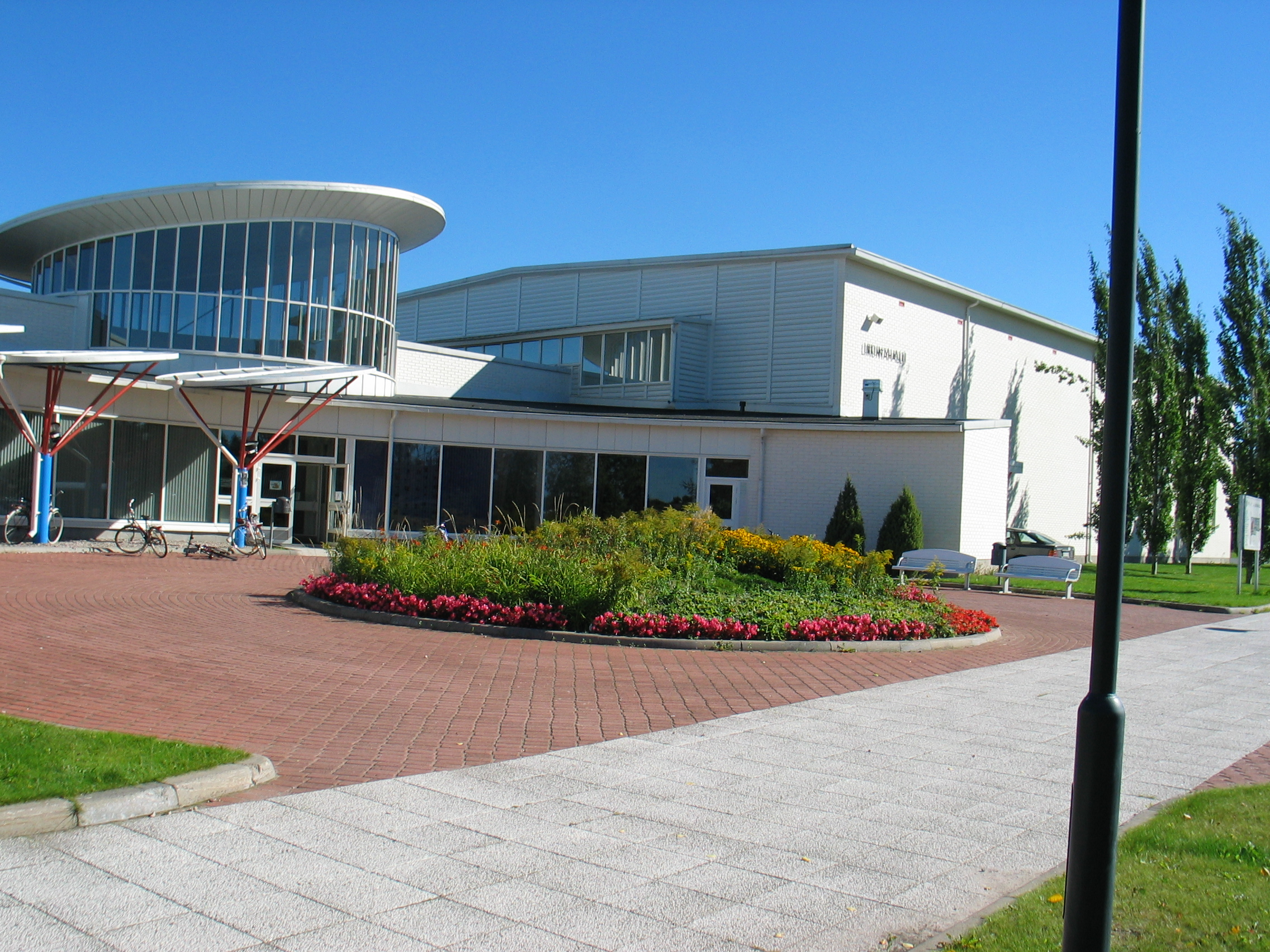
La bibliothèque.
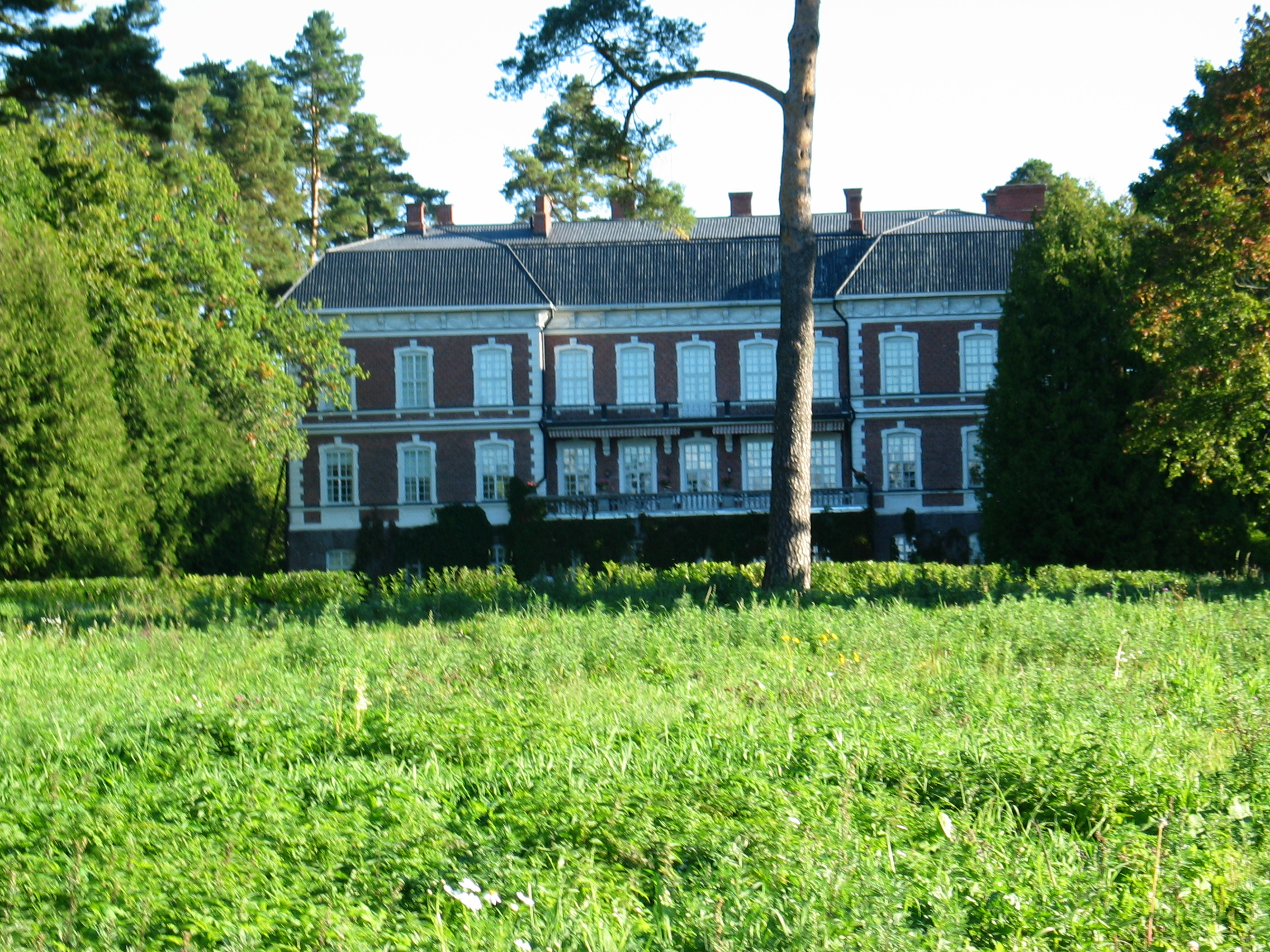
Manoir de Vanantaka.
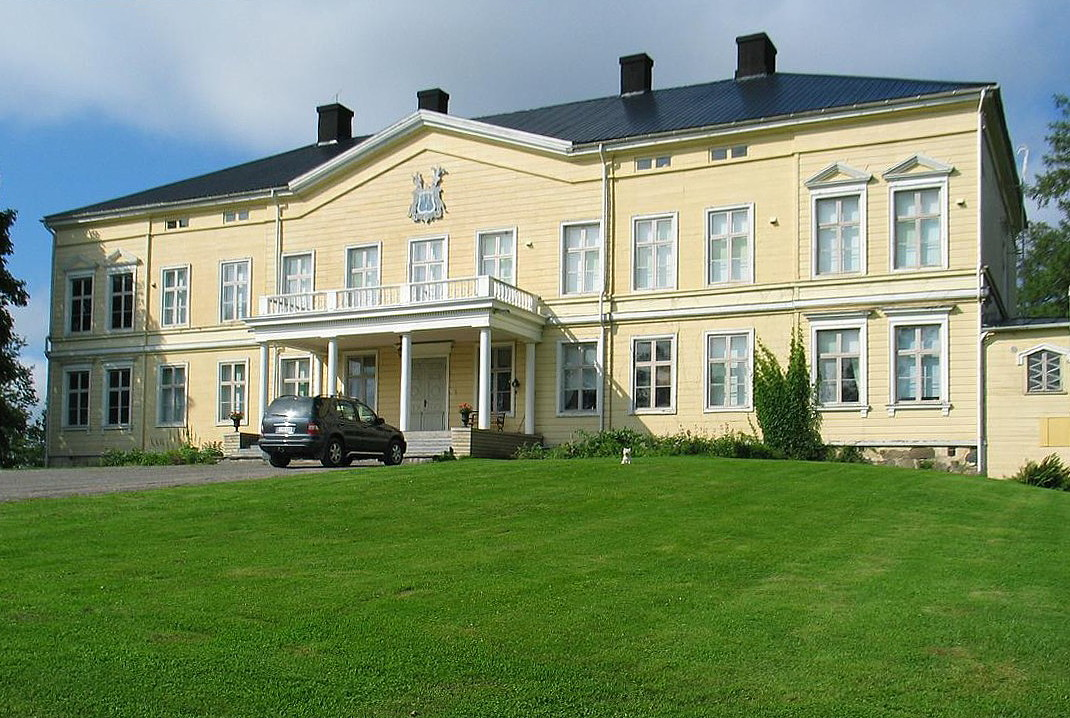
Manoir d'Hakoinen.
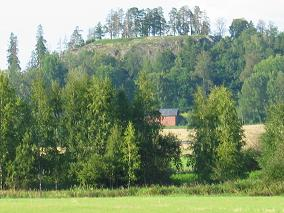
Site de l'ancienne forteresse d'Hakoinen.
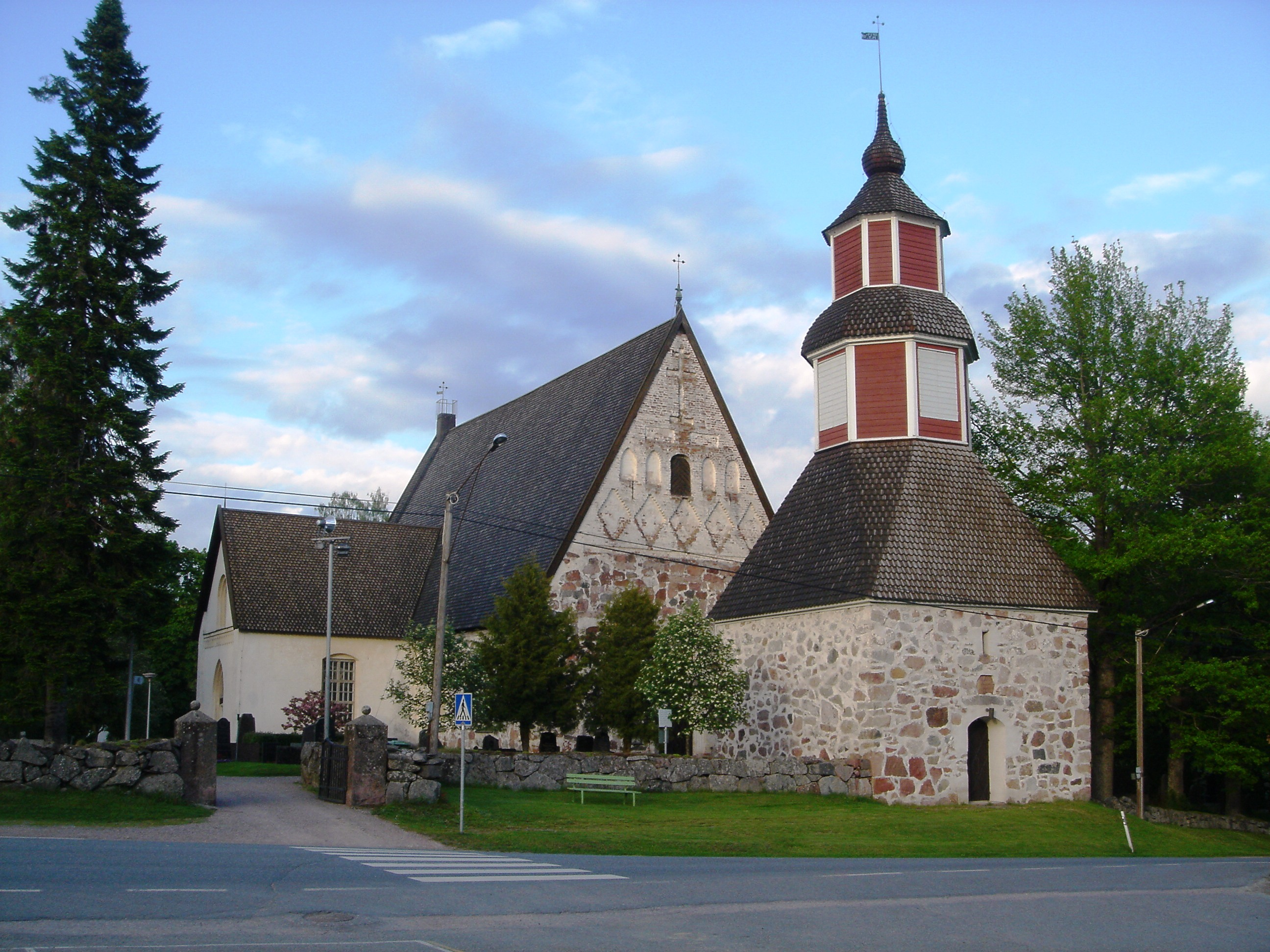
Église de Janakkala.
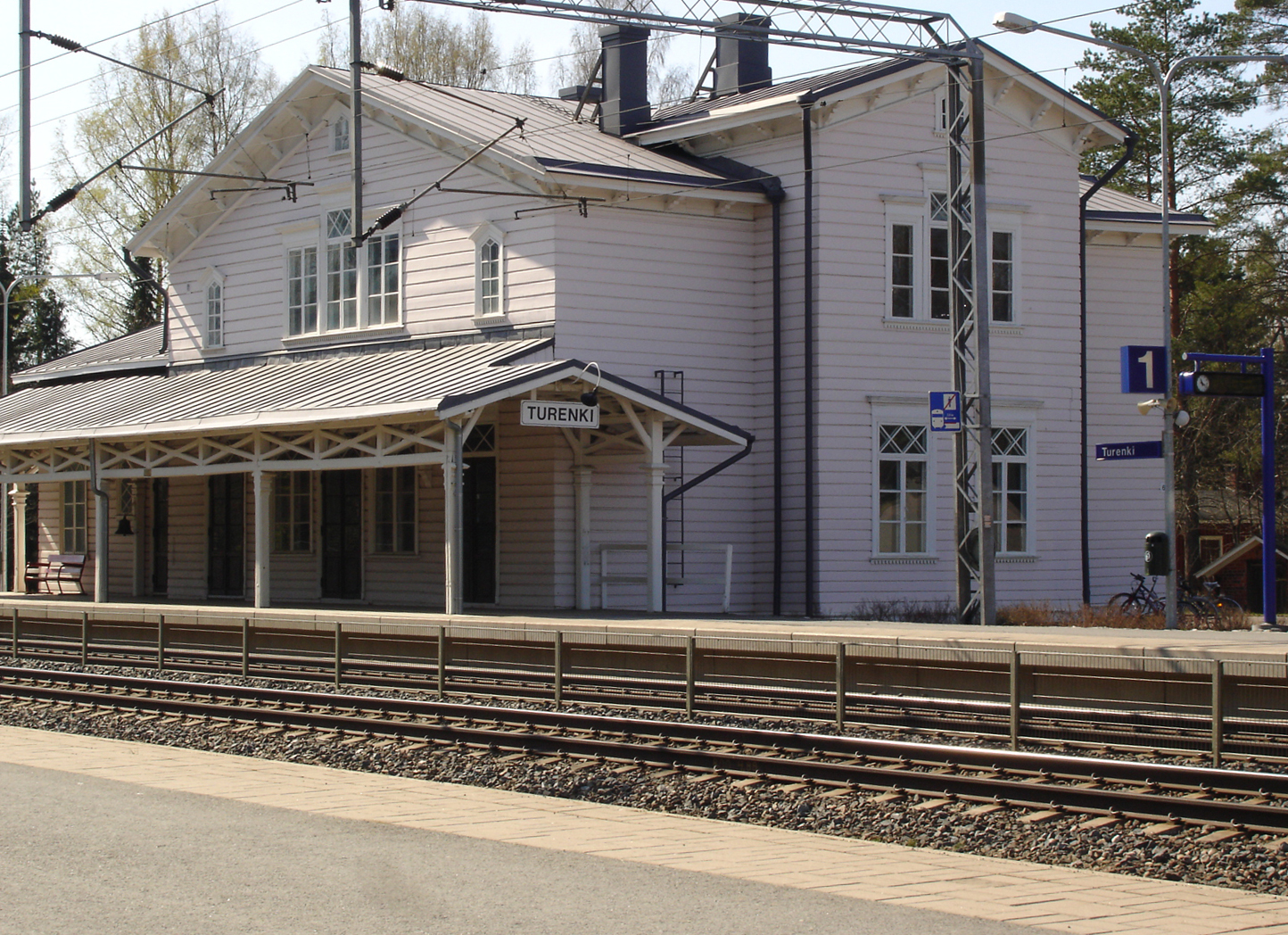
Gare de Turenki
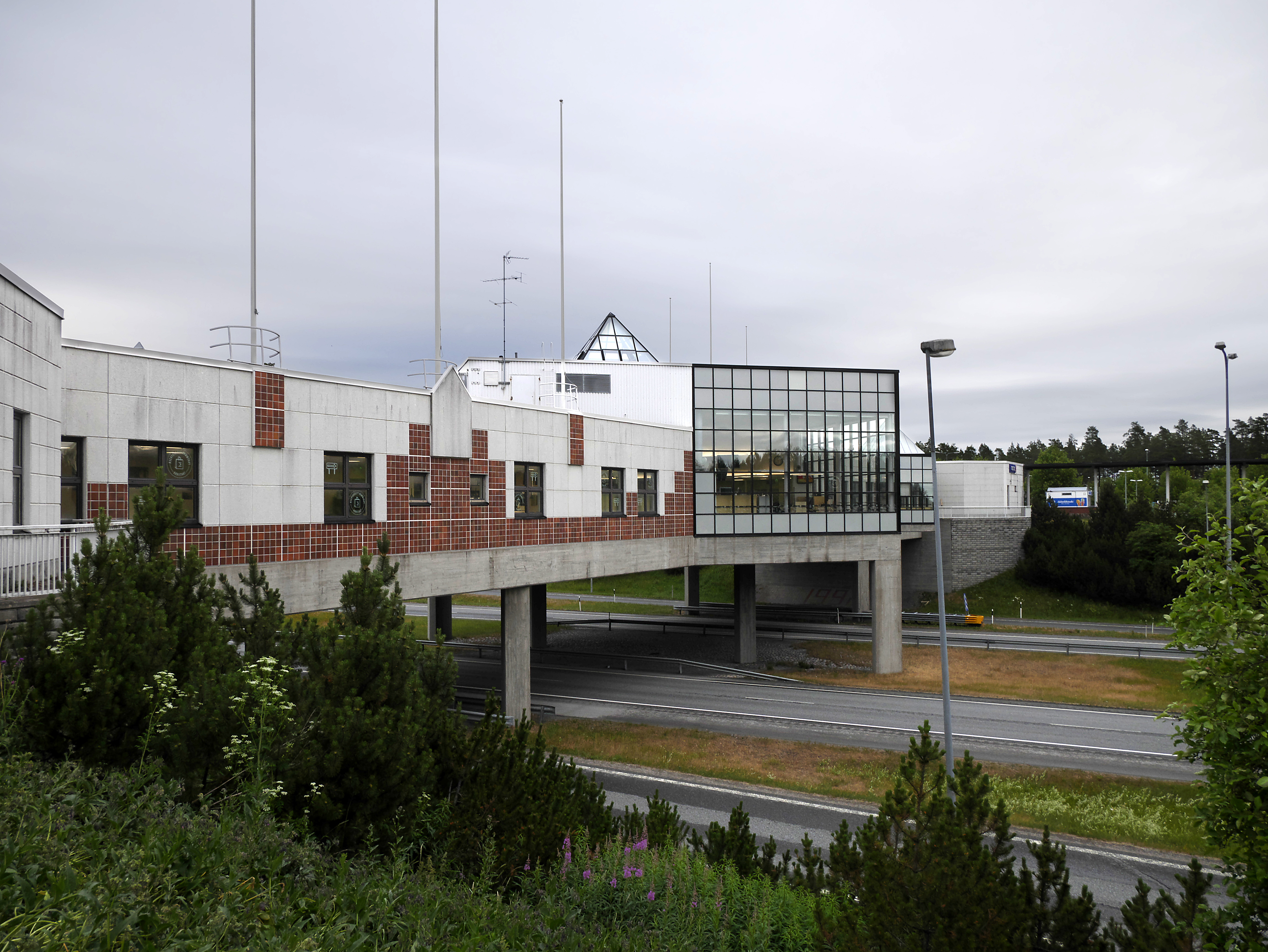
Linnatuuli.
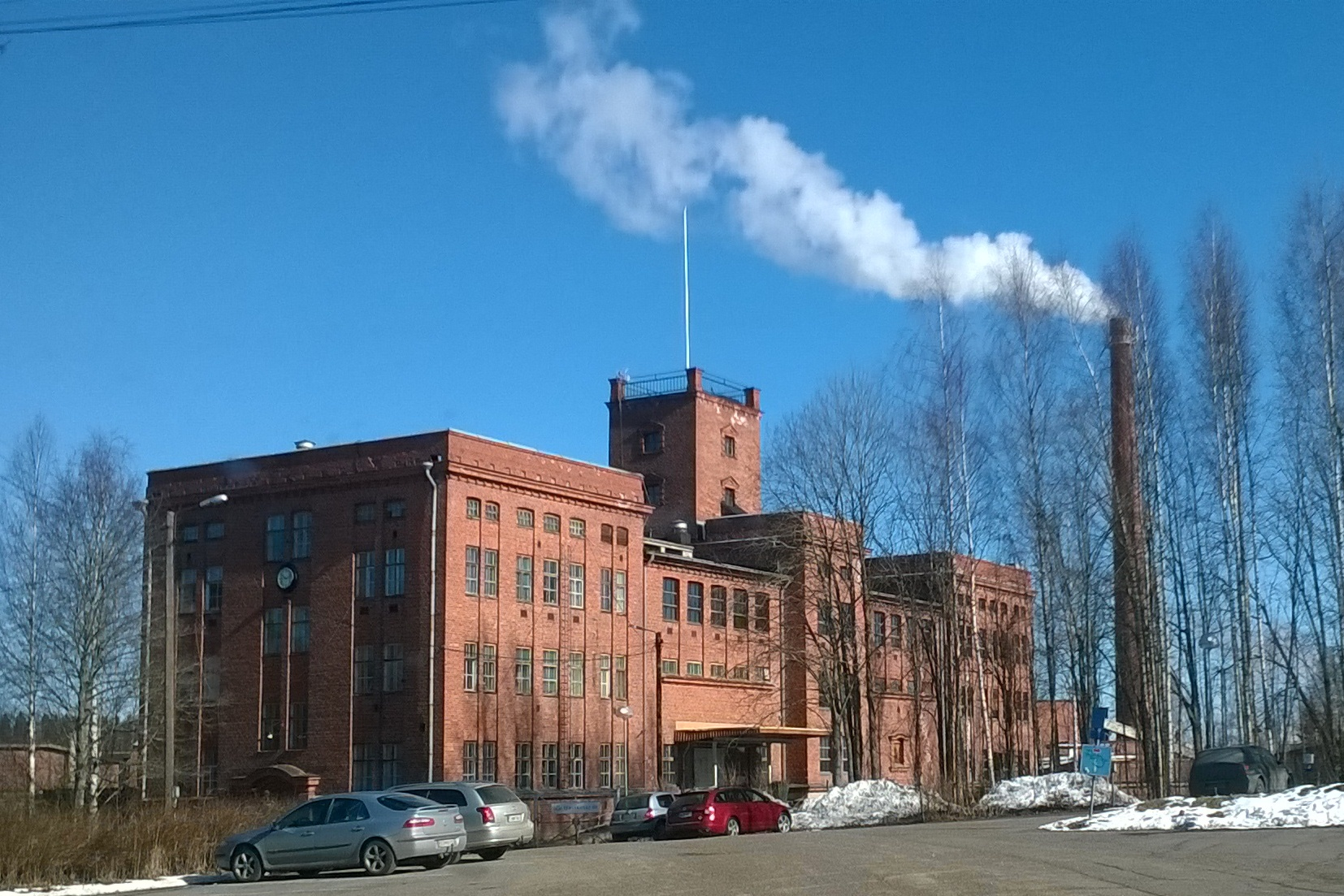
Papèterie de Tervakoski.